# Ласло Чех (футболіст)
Ласло Чех (угор. Cseh László, 4 квітня 1910, Будапешт — 8 січня 1950, Будапешт) — угорський футболіст, що грав на позиції нападника.
Виступав, зокрема, за клуб МТК (Будапешт), а також національну збірну Угорщини.

## Клубна кар'єра
У дорослому футболі дебютував 1926 року виступами за команду клубу «3-й округ ТВЕ», в якій провів три сезони, взявши участь у 50 матчах чемпіонату.
Протягом 1929—1931 років захищав кольори команди клубу BSE.
Своєю грою за останню команду привернув увагу представників тренерського штабу клубу МТК (Будапешт), до складу якого приєднався 1931 року. Відіграв за клуб з Будапешта наступні вісім сезонів своєї ігрової кар'єри. Більшість часу, проведеного у складі МТК, був основним гравцем атакувальної ланки команди. Відзначався надзвичайно високою результативністю, забиваючи в іграх чемпіонату в середньому більше одного голу за матч.
Згодом з 1939 по 1940 рік грав у складі команд клубів «Гонвед» та «Сегед».
Завершив професійну ігрову кар'єру у клубі «Гамма» (Будапешт), за команду якого виступав протягом 1941 року.
Помер 8 січня 1950 року на 40-му році життя у місті Будапешт.

## Виступи за збірну
У 1932 році дебютував в офіційних матчах у складі національної збірної Угорщини. Протягом кар'єри у національній команді, яка тривала 8 років, провів у формі головної команди країни 34 матчі, забивши 15 голів.
У складі збірної був учасником чемпіонату світу 1938 року у Франції, де разом з командою здобув «срібло».

## Статистика виступів

### Статистика виступів за збірну
| Дата       | Місто     | Господарі      | Результат | Гості          | Турнір                             | Голи | Примітки |
| ---------- | --------- | -------------- | --------- | -------------- | ---------------------------------- | ---- | -------- |
| 20/03/1932 | Прага     | Чехословаччина | 1 – 3     | Угорщина       | товариський матч                   | -    |          |
| 24/04/1932 | Відень    | Австрія        | 8 – 2     | Угорщина       | товариський матч                   | 2    |          |
| 08/05/1932 | Будапешт  | Угорщина       | 1 – 1     | Італія         | Кубок Центральної Європи 1931—1932 | -    |          |
| 18/09/1932 | Будапешт  | Угорщина       | 2 – 1     | Чехословаччина | Кубок Центральної Європи 1931—1932 | -    |          |
| 02/10/1932 | Будапешт  | Угорщина       | 2 – 3     | Австрія        | товариський матч                   | -    |          |
| 27/11/1932 | Мілан     | Італія         | 4 – 2     | Угорщина       | товариський матч                   | -    |          |
| 29/01/1933 | Лісабон   | Португалія     | 1 – 0     | Угорщина       | товариський матч                   | -    |          |
| 05/03/1933 | Амстердам | Нідерланди     | 1 – 2     | Угорщина       | товариський матч                   | -    |          |
| 19/03/1933 | Будапешт  | Угорщина       | 2 – 0     | Чехословаччина | товариський матч                   | 1    |          |
| 30/04/1933 | Будапешт  | Угорщина       | 1 – 1     | Австрія        | товариський матч                   | -    |          |
| 02/07/1933 | Стокгольм | Швеція         | 5 – 2     | Угорщина       | товариський матч                   | -    | 39'      |
| 29/04/1934 | Будапешт  | Угорщина       | 4 – 1     | Болгарія       | Відбір до ЧС 1934                  | -    |          |
| 07/10/1934 | Будапешт  | Угорщина       | 3 – 1     | Австрія        | Кубок Центральної Європи 1933—1935 | -    |          |
| 09/12/1934 | Мілан     | Італія         | 4 – 2     | Угорщина       | товариський матч                   | -    |          |
| 16/12/1934 | Дублін    | Ірландія       | 2 – 4     | Угорщина       | товариський матч                   | -    |          |
| 14/04/1935 | Цюрих     | Швейцарія      | 6 – 2     | Угорщина       | Кубок Центральної Європи 1933—1935 | 2    |          |
| 19/05/1935 | Коломб    | Франція        | 2 – 0     | Угорщина       | товариський матч                   | -    |          |
| 10/11/1935 | Будапешт  | Угорщина       | 6 – 1     | Швейцарія      | товариський матч                   | 1    |          |
| 24/11/1935 | Мілан     | Італія         | 2 – 2     | Угорщина       | Кубок Центральної Європи 1933—1935 | -    |          |
| 15/03/1936 | Будапешт  | Угорщина       | 3 – 2     | Німеччина      | товариський матч                   | 1    |          |
| 05/04/1936 | Відень    | Австрія        | 3 – 5     | Угорщина       | товариський матч                   | 2    | кап.     |
| 03/05/1936 | Будапешт  | Угорщина       | 3 – 3     | Ірландія       | товариський матч                   | -    |          |
| 31/05/1936 | Будапешт  | Угорщина       | 1 – 2     | Італія         | товариський матч                   | -    |          |
| 27/09/1936 | Будапешт  | Угорщина       | 5 – 3     | Австрія        | Кубок Центральної Європи 1936—1938 | 1    |          |
| 04/10/1936 | Бухарест  | Румунія        | 1 – 2     | Угорщина       | товариський матч                   | -    |          |
| 18/10/1936 | Прага     | Чехословаччина | 5 – 2     | Угорщина       | Кубок Центральної Європи 1936—1938 | -    |          |
| 02/12/1936 | Лондон    | Англія         | 6 – 2     | Угорщина       | товариський матч                   | 1    |          |
| 06/12/1936 | Дублін    | Ірландія       | 2 – 4     | Угорщина       | товариський матч                   | 1    |          |
| 09/05/1937 | Будапешт  | Угорщина       | 1 – 1     | Югославія      | товариський матч                   | 1    |          |
| 23/05/1937 | Будапешт  | Угорщина       | 2 – 2     | Австрія        | товариський матч                   | 1    |          |
| 19/09/1937 | Будапешт  | Угорщина       | 8 – 3     | Чехословаччина | Кубок Центральної Європи 1936—1938 | -    |          |
| 10/10/1937 | Відень    | Австрія        | 1 – 2     | Угорщина       | Кубок Центральної Європи 1936—1938 | 1    | кап.     |
| 07/12/1938 | Глазго    | Шотландія      | 3 – 1     | Угорщина       | товариський матч                   | -    |          |
| 26/02/1939 | Роттердам | Нідерланди     | 3 – 2     | Угорщина       | товариський матч                   | -    |          |
| Усього     |           | Матчів         | 34        |                | Голів                              | 15   |          |

## Титули і досягнення
- Срібний призер чемпіонату світу: 1938
- Чемпіон Угорщини: (2)

«Хунгарія»: 1935–1936, 1936–1937
- Срібний призер Чемпіонату Угорщини: (1)

«Хунгарія»: 1932–1933
- Володар Кубка Угорщини: (1)

«Хунгарія»: 1932
- Фіналіст Кубка Угорщини: (1)

«Хунгарія»: 1935
- Найкращий бомбардир чемпіонату Угорщини: (2)

«Хунгарія»: 1934–1935 (23), 1936–1937 (36)